# Витим (Бурятия)
Вити́м — упразднённый посёлок в Муйском районе Бурятии. Входил в сельское поселение «Муйская сельская администрация».
Упразднён в 2025 году.

## География
Расположен в 50 км по автодороге (в 22 км — по прямой) к югу от центра сельского поселения — посёлка Усть-Муя, на левом берегу Витима, на Байкало-Амурской магистрали. В 2,5 км к западу от Витима находится железнодорожный разъезд Шиверы.

## Инфраструктура
У посёлка находятся два отстоящих друг от друга на 160 м железнодорожных моста через Витим — ныне действующий и временный, использовавшийся до ввода в строй постоянного. Временный мост открыт 17 апреля 1982 года и назван мостом Интернациональной дружбы (другие названия — Витимский мост, Куандинский мост); впоследствии он был заброшен и стал нелегально использоваться для проезда автомобилей. Длина мостов — 565 м.

## Население
| 2002 | 2010 |
| ---- | ---- |
| 35   | ↘28  |